# パラグアイの世界遺産
パラグアイの世界遺産 （パラグアイのせかいいさん）はユネスコの世界遺産に登録されているパラグアイ国内の文化・自然遺産。
※この項目はウィキプロジェクト 世界遺産に準じて作成されています

## 文化遺産
- ラ・サンティシマ・トリニダー・デ・パラナとヘスース・デ・タバランゲのイエズス会伝道所群 - （1993年）

## 自然遺産
なし

## 複合遺産
なし